# Спесивцев Олександр Миколайович
Олексáндр Миколáйович Спеси́вцев (рос. Александр Николаевич Спесивцев; нар. 1 березня 1970, Новокузнецьк, Кемеровська область, Російська РФСР, СРСР) — російський серійний вбивця і канібал, в 1991 році і з лютого по жовтень 1996 року ґвалтував, катував, вбивав та їв жінок і дітей. На його рахунку 20 доведених вбивств. Точне їхнє число досі залишається невідомим, за деякими даними, кількість жертв маніяка може сягати 82 осіб. Злочини відбувалися в рідному місті Олександра — Новокузнецьку. Особливістю його злочинів є вчинення їх у власній квартирі (дуже рідкісний тип маніяка-домушника). У скоєнні злочинів йому допомагала його мати, і при цьому у квартирі була присутня сестра, яка надалі не понесла жодного покарання.

## Життя до злочинів
Олександр Спесивцев народився 1 березня 1970 року в місті Новокузнецьку, де він жив разом зі своєю матір'ю Людмилою, батьком Миколою та старшою сестрою Надією. Батько сильно пив і зраджував матері, але вона з ним розлучилася лише через 15 років, так і не оформивши розлучення офіційно. Згодом у трикімнатній квартирі своїх батьків Спесивцев і чинив усі злочини.
Олександр Спесивцев народився з дефіцитом ваги і потім часто хворів. До 12 років він спав у ліжку матері. Його можна було назвати хуліганистою дитиною, але мати завжди його захищала.
Коли Людмилу Спесивцеву, яка працювала завгоспом у школі, вигнали за розкрадання сантехніки, вона влаштувалась до суду помічницею адвоката. Вона любила приносити додому фотографії трупів із кримінальних справ і довго розглядала їх разом із сином. Кримінальні справи замінювали Олександру книги; він розповів згодом, що він мав дивне відчуття, коли він розглядав фотографії. Сестра Спесивцева працювала у тому самому суді секретарем.
1988 року Спесивцев був направлений на примусове лікування в психіатричну лікарню № 12 Новокузнецька.

## Злочини
1991 року Олександр познайомився з дівчиною на ім'я Євгенія Гусельникова. Вони зустрічалися, Олександр читав їй вірші, але якось побив її, і вона вирішила розірвати стосунки з ним. Тоді він замкнув дівчину у своїй квартирі і місяць жорстоко катував. За офіційною версією, вона померла від сепсису. Все її тіло було вкрите гнійними наривами, через які лікарі, швидше за все, і не встановили справжньої причини смерті.
Лікарі з'ясували, що Олександр Спесивцев потребував психіатричного лікування, і в 1992 році за рішенням Новокузнецького народного суду його відправили в Орловську психіатричну клініку з діагнозом «шизофренія». Через 3 роки Спесивцева з ознаками ремісії було виписано зі стаціонару. Записів про його виписку зроблено не було, тож правоохоронні органи вважали, що він у клініці. Також його сильно турбувало незагойне запалення статевого органу, оскільки в клініці на його власне прохання один з його сусідів по палаті вшив туди дробинку.
Першою його жертвою після виписки із психіатричної лікарні стала маленька дівчинка на ім'я Людмила. Спесивцев, намагаючись приховати сліди злочину, розчленував її труп, а мати закопала залишки на пустирі.
Згідно з обвинувальним висновком, з квітня по серпень 1996 року Олександр Спесивцев у своїй квартирі вбив ще 15 осіб. Сусідка, пенсіонерка Лідія Веденіна, телефонувала до міліції на початку літа зі скаргами на трупний запах і гучну музику з квартири Спесивцевих. Вона наполегливо просила його перевірити, але ніхто не прийшов.
Останніх трьох жертв маніяка 24 вересня 1996 року мати Спесивцева заманила в квартиру до сина сама під приводом допомогти відкрити двері. Спесивцев одразу вбив 13-річну Настю, яка спробувала вдарити його, щоб урятуватися. Двох інших він близько місяця тримав прикутими саморобними кайданками, всіляко знущався, витончено катував, ґвалтував, змушував розрізати тіло подруги та їсти її залишки. Весь цей час у квартиру часто приходили його мати та сестра, які бачили те, що відбувалося, але нічого не робили. Потім він жорстоко вбив 13-річну Женю і змусив останню жертву, 15-річну Олю, розчленувати тіло та їсти суп із м'яса власної подруги разом з ним. Кістки подруг на її власні очі гризла собака Спесивцева.
Спіймали Олександра Спесивцева випадково: під час планового обходу з метою профілактики перед зимовим опалювальним періодом бригада сантехніків постукала до квартири маніяка. Той відмовився їх впускати, мотивуючи це тим, що його замкнули через наявність у нього психічного розладу. Сантехніки викликали дільничного, який зламав двері. У ванні оперативники виявили торс дівчинки без рук і ніг, а з бака витягли відрубану голову та грудну клітку. Сам Спесивцев зумів втекти по даху будинку, проте за два дні був заарештований біля власного під'їзду.
Після визволення з полону взята маніяком у заручниці 15-річна Оля Гальцева встигла дати проти нього докладні показання та померла через три дні у лікарні від перитоніту та набряку легенів.

Із показань потерпілої:
Коли Андрій (так Спесивцев представився дівчаткам) убив Настю, вночі він наказав нам розрізати труп на частини, щоб легше було ховати. Він дав нам ножівку по металу, нею ми розрізали труп, відрізали м'ясо від кісток ножем. Сам він цього не робив, лише командував. М'ясом та кістками годував собаку. Відрізані частини ми з Женею носили у ванну, там складали у ванну та бачок. І бабка, і жінка все це бачили, були присутні у квартирі. Це точно. Всі інші дні він бив нас із Женею. Зламав руку Жені, розбив їй голову, кілька разів зашивав їй голову простою голкою з ниткою.

## Розслідування справи
Одне із поховань на пустирі між педагогічним інститутом та танцмайданчиком міліція виявила ще до арешту Спесивцевих у червні 1996 року. Тут було виявлено близько 70 фрагментів дитячих тіл. Експерти встановили тоді, що вони належать 15-ти дітям віком від 3 до 14 років.
В цей же час Олександр Спесивцев причаївся, а незабаром по місту Тольятті та його околицях сталася серія жорстоких зґвалтувань та вбивств дітей, схожих за почерком. Маньяка встановили швидко — ним виявився безробітний Олег Рильков. Спочатку його прийняли за маніяка з Новокузнецька, проте незабаром у місті зникли 3 останні жертви.
Були перевірені картотеки психіатричних клінік, проте Спесивцев не потрапив у поле зору слідства через бюрократичну помилку — згідно з документами, він, як і раніше, перебував на лікуванні в Орловській психіатричній лікарні.
У результаті Олександра Спесивцева звинуватили у 19 вбивствах. Він зізнався у них, але потім від своїх слів відмовився. Слідство зуміло довести його участь у 4 злочинах.
Для ідентифікації останків була потрібна дорога генетична експертиза. До Новокузнецька було викликано криміналістичну лабораторію, яка займала вагон пасажирського поїзда, проте коштів на всебічне дослідження не вистачило.
Точну кількість жертв Спесивцева не було встановлено. Під час обшуку було знайдено близько 40 ювелірних прикрас та 82 комплекти закривавленого одягу, а також фотографії невідомих дітей в оголеному вигляді. Не всі речі змогли впізнати родичі дітей, що загинули від рук маніяка.
За оцінкою оперативного співробітника МВС Росії Анатолія Деркача, головним мотивом Спесивцева при скоєнні злочинів було бажання поглумитися і поглузуватись над своїми жертвами, оскільки, погрожуючи ножем і примушуючи дівчат до статевого акту, він змушував їх молитися та просити пощади, що викликало у Спесивцева почуття власної значущості та всесильності.

## Суд та після суду
У 1997 році за вбивство трьох дівчат Олександр Спесивцев, визнаний осудним, був засуджений до 10 років позбавлення волі.
В 1998 році почався розгляд нової справи за статтею 208 КК РФ «Організація незаконного збройного формування». У Державному науковому центрі соціальної та судової психіатрії імені В. П. Сербського Олександр Спесивцев пройшов новий психіатричний огляд і був визнаний таким, що вчинив деякі зі своїх злочинів у стані неосудності. За новим рішенням суду вбивцю було відправлено на примусове лікування до Волгоградської психіатричної лікарні спеціального типу з інтенсивним наглядом (Волгоградська область, Камишинський район, село Дворянське). За словами першого заступника начальника УМВС Росії з Новокузнецька (Олександр Коломієць), у разі одужання Спесивцева йому загрожує великий термін позбавлення волі за ті злочини, які він скоїв у стані осудності.
Мати Олександра Спесивцева, 60-річна Людмила Яківна, зізналася, що сама приводила дівчаток до сина, а потім ховала їхні залишки. Звинувачення наполягало на 15 роках позбавлення волі для неї, а захист просив винести Олександру Спесивцеву повністю виправдувальний вирок. Сама Спесивцева своєї провини не визнала. Суд визнав її винною у співучасті у трьох убивствах та засудив до 13 років позбавлення волі із утриманням у колонії загального режиму. У 2008 році вона була звільнена і останнім часом разом із дочкою проживає в одному з селищ поблизу міста Осинники.
Сестра Спесивцева, незважаючи на те, що фактично була укривачкою злочинів, жодного покарання не зазнала.
Станом на січень 2020 року і Олександр, і Людмила Спесивцева були живі.
Губернатор Кемеровської області Аман Тулеєв для заспокоєння громадської думки двічі на рік офіційно направляв запити про стан Спесивцева до психіатричної лікарні.
За даними Управління Федеральної служби судових приставів по Кемеровській області, порушено три виконавчі провадження за заборгованістю за комунальні послуги на загальну суму близько 100 000 рублів.
У травні 2024 року Кемеровський обласний суд встановив, що Спесивцев причетний ще до 15 вбивств, у яких його спочатку звинувачували. Також було знайдено жертву, яка вижила, — на той момент 12-річний хлопчик.
На 2024 Олександр Спесивцев продовжує перебувати на примусовому лікуванні.

## Перелік жертв
1. Євгенія Гусельнікова, 1974 року народження. Убита в червні 1991 року.
2. Олена Валеріївна Трунова, 1975 року народження. Убита у лютому 1996 року.
3. Олена Олександрівна Коткіна, 1974 року народження. Убита у квітні 1996 року.
4. Олександр Вікторович Носовець, 1986 року народження. Убитий у травні 1996 року.
5. Ольга Вікторівна Носовець, 1985 року народження. Убита у травні 1996 року.
6. Дмитро Вікторович Воробйов, 1984 року народження. Убитий у травні 1996 року.
7. Ірина Вікторівна Воробйова, 1982 року народження. Убита у травні 1996 року.
8. Микола Кровен, 1985 року народження. Убитий у травні 1996 року.
9. Костянтин Чорних, 1983 року народження. Убитий у травні 1996 року.
10. Павло Іволгін, 1983 року народження. Убитий у травні 1996 року.
11. Олена Сергіївна Сачкова, 1983 року народження. Убита в червні 1996 року.
12. Ольга Геннадіївна Миколаєва, 1981 року народження. Убита в червні 1996 року.
13. Надія (прізвище невідоме), 1956 року народження. Убита в червні 1996 року.
14. Валентин (прізвище невідоме), 1961 року народження. Убитий в червні 1996 року.
15. Наталія Юріївна Войнова, 1977 року народження. Убита у липні 1996 року.
16. Галина Анатоліївна Шаталіна, 1984 року народження. Убита у серпні 1996 року.
17. Ольга Валеріївна Цвєтаєва, 1984 року народження. Убита у серпні 1996 року.
18. Анастасія Петрівна Бурнаєва, 1983 року народження. Убита у вересні 1996.
19. Євгенія Михайлівна Барашкіна, 1983 року народження. Убита у жовтні 1996 року.
20. Ольга Василівна Гальцева, 1981 року народження. Убита у жовтні 1996 року.

#### російською мовою
- Багаєв Є.. Семья каннибалов // Коммерсантъ. — 1999. — № 183 (7 жовтня). — С. 12. Архівовано з джерела 7 січня 2022. Процитовано 7 січня 2022.
- Кисліцина Т.. Документи з кримінальної справи Спесивцевих // Кузнецкий работник. — 1999. — 8 листопада.
- Леонов М.. Новокузнецкий людоед: каннибал Саша и его «заботливая» мать… // Украина криминальная. — 2009. — 16 листопада. Архівовано з джерела 7 січня 2022.
- Модестов М. «Маньяки… Сліпа смерть: Хроніка серійних вбивств». — М. : Надежда-I, 1997. — 284 с. — (Кримінальні таємниці) — ISBN 5-86150-041-X.
- Потапова Ю.. МВД: Серийный маньяк и каннибал Спесивцев на свободу не выйдет // Российская газета. — 2013. — 26 червня. Архівовано з джерела 7 січня 2022.
- Небояка О.. Тень людоеда // Кузнецкий рабочий. — 2013. — № 71 (19461) (28 квітня). — С. 1. — ISSN 2226-2075. Архівовано з джерела 7 січня 2022.
- Єпіфанцев І., Городецька В. Тихий троечник снаружи, монстр внутри: как жил и убивал новокузнецкий маньяк Спесивцев. Неизвестные детали // ngs42.ru. — 16.05.2023.
- Городецька В. «Кормил нас мясом трупа»: полные показания единственной выжившей жертвы маньяка Спесивцева // ngs42.ru. — 20.06.2023.

#### англійською мовою
- Insane Russian accused of killing, eating people. Toledo Blade[en]. 6 жовтня 1999. Архів оригіналу за 28 травня 2020.
- Bennett V.. Cannibalism Latest Gruesome Symptom of Russia's Social Ills // Los Angeles Times. — 1997. — 25 травня. Архівовано з джерела 18 березня 2019.